# Herreriopsis elegans
Herreriopsis elegans är en sparrisväxtart som beskrevs av Joseph Marie Henry Alfred Perrier de la Bâthie. Herreriopsis elegans ingår i släktet Herreriopsis och familjen sparrisväxter. Inga underarter finns listade i Catalogue of Life.